# Gemma Beadsworth
Gemma Beadsworth, née le 17 juillet 1987 à Perth, est une joueuse australienne de water-polo. 

## Palmarès
- Jeux olympiques d'été de 2012 à Londres
  -  médaille de bronze au tournoi olympique
- Jeux olympiques d'été de 2008 à Pékin
  -  médaille de bronze au tournoi olympique